# Вуйциці (Нижньосілезьке воєводство)
Вуйциці (пол. Wójcice, нім. Steindorf) — село в Польщі, у гміні Єльч-Лясковиці Олавського повіту Нижньосілезького воєводства.
Населення — 855 осіб (2011).

## Демографія
Демографічна структура станом на 31 березня 2011 року:
|          | Загалом | Допрацездатний вік | Працездатний вік | Постпрацездатний вік |
| -------- | ------- | ------------------ | ---------------- | -------------------- |
| Чоловіки | 422     | 73                 | 299              | 50                   |
| Жінки    | 433     | 75                 | 246              | 112                  |
| Разом    | 855     | 148                | 545              | 162                  |